# Ягельний
Я́гельний (рос. Ягельный) — селище у складі Надимського району Ямало-Ненецького автономного округу Тюменської області, Росія. Адміністративний центр та єдиний населений пункт Ягельного сільського поселення.

## Географія
Селище розташоване на лівому березі річки Ліва Хетта, за 110 км від Надима.

## Населення
Населення — 890 осіб (2017, 963 у 2010, 1075 у 2002).
Національний склад станом на 2002 рік: росіяни — 73 %.

## Історія
Утворене як робітниче поселення 1983 року в зв'язку з будівництвом газової компресорної станції на газопроводі Уренгой — Ужгород, статус селища отримало 1986 року.